# Vilémovice (Blanskói járás)
Vilémovice település Csehországban, a Blanskói járásban. Vilémovice Vavřinec, Krasová, Blansko, Jedovnice és Ostrov u Macochy településekkel határos. Lakosainak száma 345 fő (2024. január 1.).

## Népesség
A település lakosságának változását az alábbi diagram mutatja:
| Lakosok száma | 532  | 576  | 616  | 542  | 388  | 303  | 332  | 335  | 335  | 345  |
|               | 1869 | 1890 | 1921 | 1950 | 1980 | 2001 | 2017 | 2019 | 2022 | 2024 |